# Заслуженный артист Карельской АССР
Заслуженный артист Карельской АССР — государственная награда Карельской АССР, почётное звание присваивалось Президиумом Верховного Совета Карельской АССР и являлось одной из форм признания государством и обществом заслуг отличившихся граждан.
Званием «Заслуженный артист Карелии» награждались широко известные в СССР артисты, композиторы, музыканты-инструменталисты, артисты цирка и разговорного жанра, известные исполнители классической, эстрадной и джазовой музыки из Карелии, а также многие творческие деятели Карелии в области кино, музыки и других сферах культуры (см. список заслуженных артистов Карелии).
Следующей степенью признания было присвоение звания «Заслуженный артист РСФСР», затем «Народный артист РСФСР».

## История
В 1938 году звания заслуженного артиста КАССР за заслуги в развитии театрального искусства первым из карельских актёров был удостоен Пётр Чаплыгин (1896—1948).
После преобразования в 1940 году Карельской АССР в Карело-Финскую ССР звание также было переименовано в «Заслуженный артист Карело—Финской ССР».
В 1956 году, когда Карело-Финская ССР была возвращена в статус автономной республики в составе РСФСР и вновь преобразована в Карельскую АССР, звание снова изменилось на «Заслуженный артист Карельской АССР». По указу Президиума Верховного Совета Карельской АССР от 4 сентября 1956 г. почётные звания, присвоенные Президиумом Верховного Совета КФССР, сохранялись за награждёнными и в дальнейшем считались и именовались почётными званиями Карельской АССР.
В современной Республике Карелия с 1994 года присваивается почётное звание Республики Карелия «Заслуженный артист Республики Карелия».

## Описание нагрудного знака
Нагрудный знак «Заслуженный артист Карелии» изготовляется из томпака с золочением и имеет форму овала размером 28,7 на 33 мм c ушком. В центральной части знака расположено изображение лиры и ниже надпись «Заслуженный артист Карелии» с лавровыми ветвями по краям. Все изображения и надписи выпуклые и залиты бесцветной, прозрачной эмалью. Нагрудный знак при помощи ушка и звена соединяется с золоченой прямоугольной колодочкой размером 15 мм на 25 мм. Колодочка обвита муаровой лентой с красным и светло-синим цветами флага Карелии. Колодочка имеет с обратной стороны булавку для прикрепления знака к одежде. К знаку прилагается Грамота Президиума Верховного Совета Карелии.